# Джерард Менли Хопкинс
Джерард Менли Хопкинс (на английски: Gerard Manley Hopkins, р. 28 юли 1844, Стратфорд, Есекс – п. 8 юни 1889, Дъблин, Ирландия) е английски поет и католически свещеник.

## Биография
Учи в Хайгейт в Лондон и в Оксфордския университет, където се сприятелява с поета Робърт Бриджес. Става част от англиканското Оксфордско движение, и като много от дейците на движението, през 1866 г. преминава към католицизма. През 1868 г. влиза в ордена на Йезуитите. Унищожава написаното преди това и се отказва от писането на стихове (връща се към поезията през 1875 г. с поемата „Потъването на „Германия“). През 1884 г. става преподавател по старогръцка литература в Университетския колеж на Дъблин. Умира от тиф.

## Наследство и признание
Приживе на Хопкинс са отпечатани само няколко негови стихотворения. През 1918 г. за първи път излиза том с негови съчинения, подготвен от Робърт Бриджес, който по това време е вече поет-лауреат. Това допринася за посмъртното признание на Хопкинс, който бързо след издаването на тома бива оценен като един от най-големите поети, писали на английски език. Новаторският стих на духовните сонети на Хопкинс е формиран под влиянието на старосаксонската поезия и детските песнички и броилки.
По стихове на Джерард Менли Хопкинс са писали музика Ернст Кшенек, Самюъл Барбър, Милтън Бабит, Майкъл Типет, Нед Рорем, Джонатан Харви, Шон О’Лиъри, Леонид Десятников.
Фигурата на самия Хопкинс и поемата му „Потъването на Германия“ стават част от романа на Антъни Бърджес „Механичният завет или Краят на Ендърби“ (1974). Героят на Бърджес, английски професор по ренесансова поезия и драма, е поканен в Ню Йорк като гостуващ преподавател по творческо писане в „Манхатънския университет“. Причината да бъде поканен обаче не е собственото му поетическо творчество, а идеята му да направи сценарий за филм по поемата на Хопкинс – за пет францискански монахини, които през 1875 г. напускат Германия и отплават за Америка, за да загинат в крайна сметка в морето.
На Хопкинс се позовава и един от големите филолози на ХХ век, Роман Якобсон, който още в началото на статията си „Граматическият паралелизъм и неговите руски аспекти“ цитира неговата статия „Поетическото слово“: „Техническата страна на поезията – вероятно, имаме основание да кажем, цялата ѝ техника – се свежда до принципа на паралелизма. Структурата на поезията е всъщност един непрестанен паралелизъм, като започнем с формалните паралелизми в староеврейската поезия и антифоните на църковната музика и завършим с изостреността на старогръцкия, италианския и английския стих“.

## По-значими произведения
- The Wreck of the Deutschland (1876)
- Pied Beauty (1877)
- The Windhover (1877)
- Binsey Poplars (1879)

## За него
- G. F. Lahey. Gerard Manley Hopkins. London: Oxford University Press, 1930.
- John Pick. Gerard Manley Hopkins: Priest and Poet. London: Oxford University Press, 1942.
- Eleanor Ruggles. Gerard Manley Hopkins: A Life. New York: Norton, 1944.
- W. H. Gardner. Gerard Manley Hopkins (1844-1889), A Study of Poetic Idiosyncrasy in Relation to Poetic Tradition, 2 тома. London: Secker & Warburg, 1944, 1949.
- Gerard Manley Hopkins, by the Kenyon Critics. New York: New Directions, 1945.
- Alan Heuser. The Shaping Vision of Gerard Manley Hopkins. London: Oxford University Press, 1958.
- J. Hillis Miller. „Gerard Manley Hopkins“. – В книгата му The Disappearance of God: Five Nineteenth-Century Writers. Cambridge: Harvard University Press, 1963.
- Geoffrey H. Hartman, ed., Hopkins: A Collection of Critical Essays. Englewood Cliffs: Prentice-Hall, 1966.
- Wendell Stacy Johnson. Gerard Manley Hopkins, the Poet as Victorian. Ithaca: Cornell University Press, 1968.
- Immortal Diamond: Studies in Gerard Manley Hopkins [1949]/ Norman Weyand, ed. New York: Octagon Books, 1969.
- Tom Dunne. Gerard Manley Hopkins, A Comprehensive Bibliography. Oxford: Clarendon Press, 1969.
- Alfred Thomas. Hopkins the Jesuit: The Years of Training. London: Oxford University Press, 1969.
- Paul L. Mariani. A Commentary on the Complete Poems of Gerard Manley Hopkins. Ithaca: Cornell University Press, 1970.
- Robert J. Dilligan and Todd K. Bender. A Concordance to the English Poetry of Gerard Manley Hopkins. Madison: University of Wisconsin Press, 1970.
- Alison G. Sulloway. Gerard Manley Hopkins and the Victorian Temper. London: Routledge, 1972.
- R. K. R. Thornton, ed., All My Eyes See: The Visual World of Gerard Manley Hopkins. Sunderland: Coelfrith Press, 1975.
- Bernard Bergonzi. Gerard Manley Hopkins. New York: Macmillan, 1977.
- Paddy Kitchen. Gerard Manley Hopkins. New York: Atheneum, 1979.
- Norman MacKenzie, A Reader's Guide to Gerard Manley Hopkins. Ithaca: Cornell University Press, 1981.
- Jerome Bump. Gerard Manley Hopkins. Boston: G.K. Hall, 1982.
- Ward B.W. World As Word: Philosophical Theology in Gerard Manley Hopkins. Washington: Catholic University of America Press, 2001.
- Kaylor M.M. Secreted Desires: The Major Uranians: Hopkins, Pater and Wilde. Brno: Masaryk UP, 2006.